# Дмитровский сельский совет (Бердянский район)
Дмитровский сельский совет (укр. Дмитрівська сільська рада) — входит в состав
Бердянского района
Запорожской области
Украины.
Административный центр сельского совета находится в 
с. Дмитровка.

## Населённые пункты совета
- с. Дмитровка
- с. Шевченко

## Археология
Вблизи села Дмитровка найдены каменные орудия труда и захоронения ямной, катакомбной и срубной культур эпохи бронзы. В одном из дмитровских курганов была найдена деревянная повозка с целиком сохранившимся колесом возрастом 5 тысяч лет —  один из древнейших образцов колёсного транспорта на территории Украины.